# Eduard Jacobs (beeldhouwer)
Eduard Jacobs (Amsterdam, 8 juni 1859 – Laren, 11 januari 1931) was een Nederlands beeldhouwer. Hij wordt ook wel vermeld als Ed. Jacobs.

## Leven en werk
Jacobs was een zoon van verzekeringsagent Dirk Jacobs en Bernardina Cornelia Beerstecher. Hij volgde avondlessen aan de Quellinusschool bij Emil Van den Bossche (1881-1882) en werkte vervolgens in het atelier Van den Bossche en Crevels in Amsterdam. In 1883 verhuisde hij naar België en studeerde bij Charles Van der Stappen aan de Brusselse Academie. Nadat hij in 1888 de Prix de Rome won, maakte Jacobs studiereizen naar Parijs, Florence en Rome.
In 1891 opende Jacobs een eigen atelier aan de Ringdijk in de Watergraafsmeer. Wegens gebrek aan werk trok hij na een aantal jaren naar Essen, waar hij als modelleur bij een stukadoor aan de slag ging. Van 1899 tot 1903 was hij als uitvoerder in dienst bij Lambertus Zijl, een bevriende beeldhouwer. Hij werkte in die periode aan bouwwerken van de architect H.P. Berlage en vervolgens meer dan twintig jaar aan die van architect J.W. Hanrath. In 1903 vestigde Jacobs zich in Laren. Hij werd er in 1910 docent boetseerkunst aan de Larensche Kunstschool.
Jacobs is vooral bekend om zijn beeldhouwwerk aan gebouwen, onder meer aan de Beurs van Berlage, het Vredespaleis en het stadhuis van Rotterdam, maar maakte bijvoorbeeld ook portretten, grafmonumenten en herdenkingsbanken. Hij was lid van Arti et Amicitiae.

## Werken (selectie)
- gevelbeeld Dit is in 't Moortje (1891), Heiligeweg, Amsterdam
- Van Wulfenbank (1906-1907), Laren
- Justus van Maurikbank (1907), Oosterpark (Amsterdam)
- Mauvepomp (1907), Laren
- klok met kandelaars voor Fa. Onder den St. Maarten (1909) Haarlem
- gevelsteen Klein Duimpje (1909), De Steeg
- gevelsteen De Dennenhof (1910), Baarn
- beelden De Scheepvaart en De Landbouw (1911-1913) voor het Vredespaleis in Den Haag
- gevelbeeld Hendrick de Keyser (1912) aan het Stedelijk Museum Amsterdam
- beeldhouwwerk voor grafmonument (1913), Nieuw Eykenduynen
- wapendragende leeuwen (1917), trapbalusterfiguren villa familie Eekhout in Amersfoort
- gevelbeelden Beleid en Toewijding (1918-1920), stadhuis van Rotterdam
- beeldhouwwerk (1925) voor de portiek van het Diakonessenhuis in Utrecht
- grafmonument van toneelspeelster Wilhelmina van der Horst-van der Lugt Melsert (1928) op begraafplaats Zorgvlied
- gevelsteen van Sint Antonius (1929), Sint Anthonygasthuis, Leeuwarden
- gevelsteen 700 jaar Zwolle (1930), aan de Sassenpoort in Zwolle. Ontwerp van Co Breman.
- beeldhouwwerk voor grafmonument van de familie Van de Broek d'Obrenan, Den Haag

## Afbeeldingen

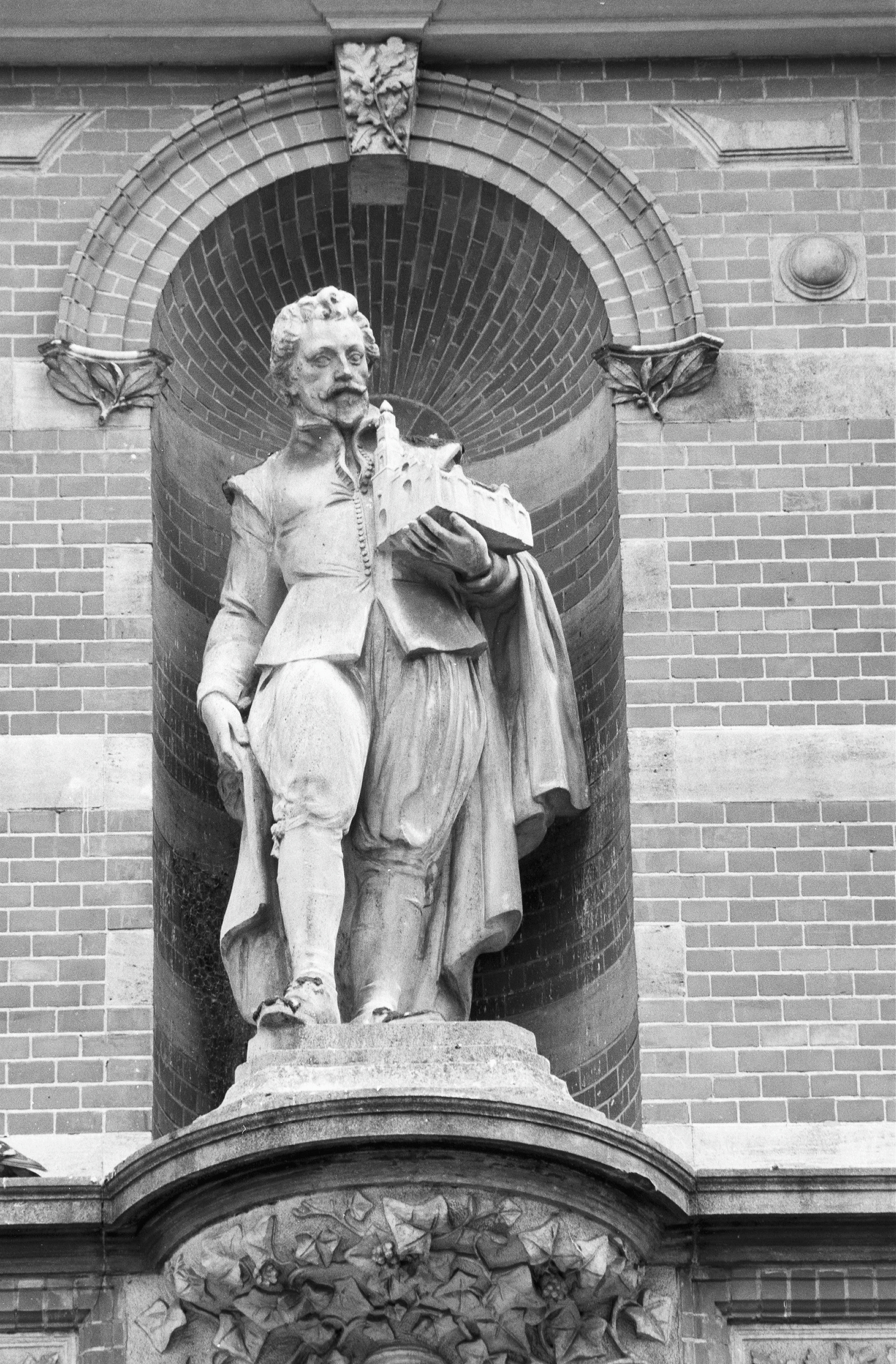
Hendrick de Keyser
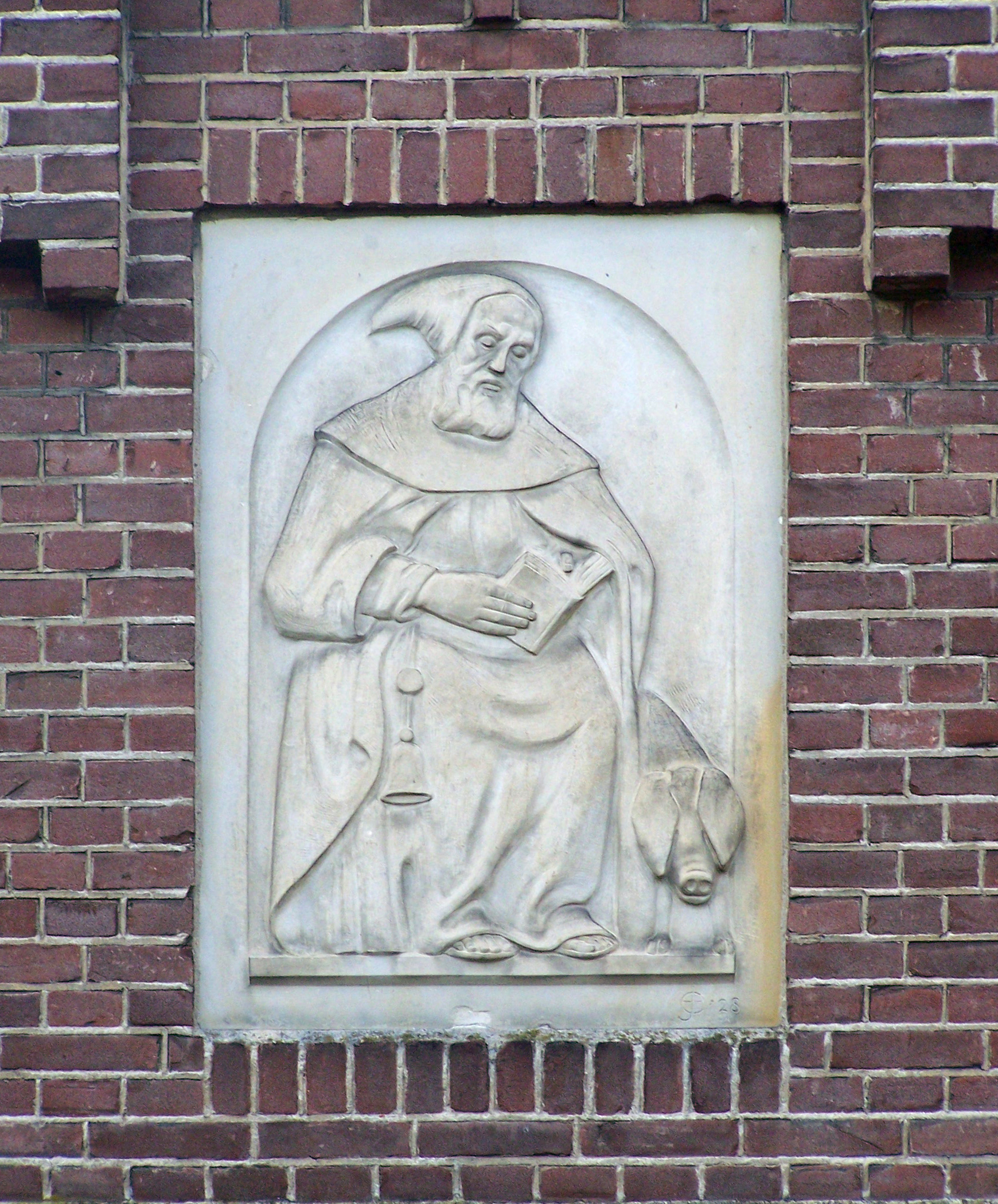
gevelsteen Sint Antonius
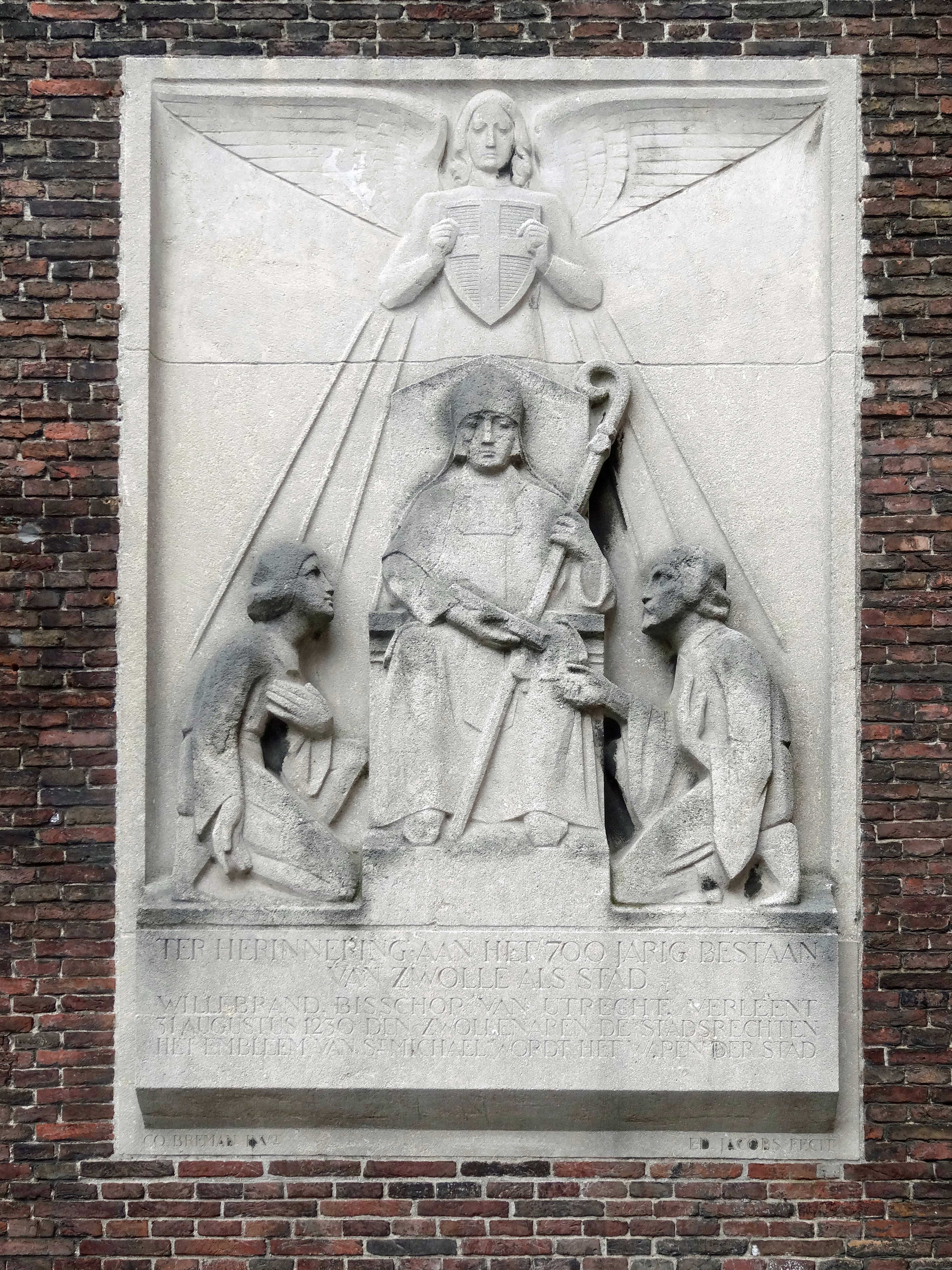
gevelsteen 700 jaar Zwolle
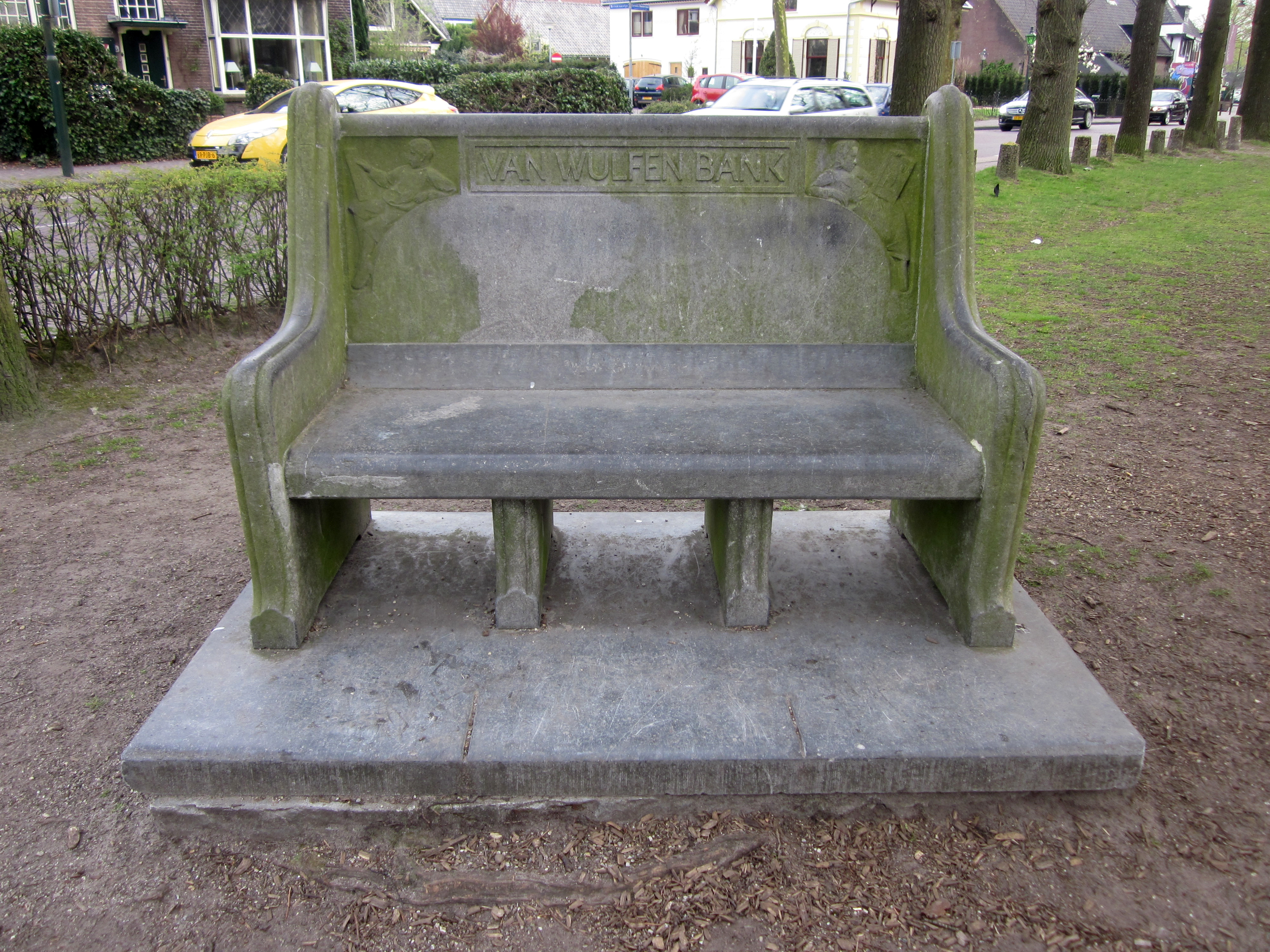
Van Wulfenbank